# Nitto Francesco Palma
Nitto Francesco Palma (ur. 3 marca 1950 w Rzymie) – włoski polityk i prawnik, parlamentarzysta, w 2011 minister sprawiedliwości.

## Życiorys
Po studiach prawniczych pracował jako sędzia śledczy w Vicenzy, w latach 1979–1993 był zastępcą prokuratora w Rzymie. Następnie do 1994 pełnił funkcję zastępcy tzw. antymafijnego prokuratora krajowego, po czym przez rok był wicedyrektorem gabinetu ministra sprawiedliwości. W 1996 powrócił na poprzednie stanowisko, zajmując je przez pięć lat.
Zaangażował się w działalność polityczną w ramach partii Forza Italia, z którą później współtworzył Lud Wolności. W 2001 uzyskał mandat posła do Izby Deputowanych XIV kadencji, kierował w niej jedną z parlamentarnych komisji. W 2006 i w 2008 był wybierany do Senatu XV i XVI kadencji.
W czwartym rządzie Silvia Berlusconiego początkowo objął stanowisko podsekretarza stanu w Ministerstwie Spraw Wewnętrznych. Od 28 lipca 2011 do 16 listopada 2011 (tj. do końca funkcjonowania tego gabinetu) sprawował urząd ministra sprawiedliwości. W 2013 z listy PdL uzyskał mandat senatora XVII kadencji.